# Mecklenburger Straße (Wismar)
Die historische Mecklenburger Straße in Wismar liegt im Zentrum der Altstadt, die wie der Alte Hafen unter dem besonderen Schutz der UNESCO steht, nachdem Wismar 2002 in die Welterbeliste aufgenommen wurde. Sie führt in Nord-Süd-Richtung vom Markt / Großschmiedestraße zur Dr.-Leber-Straße.

## Nebenstraßen
Die Nebenstraße und Anschlussstraßen wurden benannt als Großschmiedestraße nach dem Beruf Groß- oder Grobschmied, Kleinschmiedestraße seit nach 1440 nach dem Beruf feiner geschmiedeter Werkzeuge und Geräte, Bei der Klosterkirche seit dem 18. Jhd. nach dem Dominikaner- oder Schwarzen Kloster, Am Katersteig evtl. nach dem Tier oder einer mittelalterlichen Wurfmaschine, Kurze Baustraße nach den hier bauenden Ackerbürgern, Dr.-Leber-Straße nach dem SPD-Politiker, Reichstagsabgeordneten und Widerstandskämpfer Julius Leber (1891–1945) und ein unbenannter Weg.

## Geschichte

### Name
Sie wurde nach der nicht erhaltenen Burg Mecklenburg benannt, die im 10. und 11. Jahrhundert der Hauptsitz der obodritischen Fürsten war und dessen Burghügel südlich von Wismar liegt. Fürst Johann I. von Mecklenburg verlegte 1257 (bis 1358) seine Residenz auf dem Weberkamp vor der Stadt.

### Entwicklung

Wismar zur Zeit der Hanse

Wismar wurde im Mittelalter ein bedeutendes Mitglied der Hanse. Der Markt und seine Zufahrtsstraßen bilden den Kern des mittelalterlichen Ortes, der als Stadt 1229 erstmals erwähnt wurde. Die Straße führte vom Markt vorbei am Schwarzen Kloster (Dominikaner) von 1293, das 1562 aufgelöst wurde (heute Standort der Johann-Wolfgang-von-Goethe-Schule), weiter zum südlichen Mecklenburger Tor (zwischen 1869 und 1904 abgerissen). 1842 wurde ein Theatergebäude an der Straße gebaut, das 1948 ausbrannte. 1886 entstand das Hauptpostamt.
Die Straße ist eine Haupterschließungsstraße in der Altstadt. Sie wurde 2016 mit Reihensteinpflaster und auf den Gehwegen mit rotbuntem Klinkerpflaster saniert.

## Gebäude (Auswahl)
An der Straße stehen zumeist Wohn- und Geschäftshäuser. Die mit (D) gekennzeichneten Häuser stehen unter Denkmalschutz.
- Nr. 1: 3-gesch. Wohn- und Geschäftshaus mit Eck-Erker, 2018 bei Großbrand erheblich beschädigt
- Nr. 2: 2-gesch. Wohn- und Geschäftshaus von um 1700 (D), Umbau im 19. Jh. mit neogotischem 5-gesch. Treppengiebel mit markanten vertikalen Pfeilervorlagen, in den 1950er Jahren Entfernung aller Schmuckelemente, 1996/97 aufwendig saniert mit englischroter Farbgebung gemäß Befund[3]
- Nr. 4: Wohn- und Geschäftshaus (D); hier wohnte um 1891 Kapitän Wilhelm Bade, Pionier der Nordland- und Polarfahrten
- Nr. 5: Wohn- und Bürohaus (D) der Vereinigten Stiftungen der Hansestadt Wismar
- Nr. 6: 3-gesch. klassizistisches saniertes Wohn- und Geschäftshaus (D); 1898 bis 1934 und seit 2005 Sitz der Freimaurerloge Zur Vaterlandsliebe von 1819, bemerkenswerter Saal[4]
- Nr. 8: 4-gesch. neoklassizistisches Wohn- und Geschäftshaus (D)
- Nr. 10: 4-gesch. klassizistisches Wohn- und Geschäftshaus von 1832 (D) mit Kemlade, repräsentativer Treppe und Saal; um 1900 umgebaut, 2012/15 saniert
- Nr. 11: 3-gesch. Wohnhaus von 1858 (D)
- Nr. 13: Neubau eines Wohn- und Bürohauses nach 2017 auf ehem. Theater- bzw. Parkplatz; hier stand von 1842 bis 1948 das Theater Wismar nach Plänen von Heinrich Thormann mit 600 Plätzen und zwei Rängen, das heute auf dem Gelände der Hochschule Wismar steht
- Nr. 12–16: 3- bis 4-gesch. neue Gebäude; heute Volks- und Raiffeisenbank Wismar
  - Nr. 12: 3-gesch. gotisches Wohn- und Geschäftshaus (D) mit barockisierendem Giebel, Kemlade mit dem Passionszyklus aus dem 14. Jhd. für eine private Kapelle.[5]
  - Nr. 14–16: Neue 4-gesch. Gebäude von 2005
- Nr. 18/20: 2-gesch., 9-achsiges, neugotisches Postgebäude von 1886 (D) mit Walmdach, Klinkerfassade, zwei Risaliten als Treppengiebel und dem Maßwerkfries; heute Post und Postbank
- Nr. 22: Mältzhaus von um 1566 (D) mit älteren Bauteilen und barockem Giebel; heute Wohn- und Geschäftshaus[6]
- Nr. 24: Geschäfts- und Bürohaus (D); heute mit Café und Restaurant
- Nr. 28: 2-gesch. Giebelhaus, Ostsee-Zeitung-Servicecenter Wismar
- Nr. 28a: 2-gesch. Haus (D)
- Nr. 32: 2-gesch. Wohn- und Geschäftshaus mit Zwerchgiebel, saniert 2005/06[7]
- Nr. 36: Tagespflege im Wohnhof Schwarzes Kloster und Seniorenpflegeheim
- Nr. 36a–f: 2-gesch. Häuser des ehem. Schwarzen Klosters (Dominikanerkloster) mit Resten aus dem 13. Jhd. (D); 2002 bis 2011 saniert[8]
- Nr. 38: 3-gesch. u-förmige Wohnanlage mit 35 Wohnungen für altersgerechtes und betreutes Wohnen von nach 2000 der Diakonie Wismar nach Plänen von  Heinle, Wischer und Partner[9]
- Nr. 44: 3-gesch. Wohnhaus von um 1890, saniert 2019/2020[10]
- Nr. 48: 2-gesch. Haus der Koch’schen Stiftung (D) mit evangelischem Kinderhaus
- Nr. 49: 2-gesch. einfaches Wohn- und Geschäftshaus (D), 2002 saniert[11]
- Nr. 50: 3-gesch. Wohn- und Geschäftshaus als Eckhaus von 1903 mit seitlichem 4-gesch. Risalit, saniert 2003/04 für 7 WE und ein Büro[12]
- Nr. 58: 4-gesch. Wohnhaus als Eckhaus von nach 1900 mit prägnantem quadratischem Turmerker und zwei Giebelelementen mit Fachwerk, saniert 1997/98[13]